# 예당평야로
예당평야로(Yedangpyeongya-ro)는 충청남도 예산군 예산읍 간양리 간양 교차로와 당진시 신평면 거산리 거산2 교차로를 잇는 충청남도의 도로이다. 전 구간 국도 제32호선에 속한다.

## 연혁
- 2005년 12월 19일 : 당진군 신평면 거산리 ~ 합덕읍 소소리 8.4km 구간 확장 개통, 기존 당진군 신평면 거산리 ~ 합덕읍 운산리 10.7km 구간 폐지[1]
- 2008년 4월 21일 : 합덕 ~ 신례원간 도로 2공구(예산군 신암면 신택리 ~ 예산읍 간양리) 5.3km 구간 확장 개통, 기존 예산군 신암면 신택리 ~ 종경리 6.0km 구간 폐지[2]
- 2008년 12월 29일 : 합덕 ~ 신례원간 도로 1공구(당진군 합덕읍 운산리 ~ 예산군 신암면 신택리) 7.9km 구간 확장 개통, 기존 당진군 합덕읍 합덕리 ~ 예산군 신암면 신택리 4.02km 구간 폐지[3]
- 2009년 8월 25일 : 2개 이상 시·군에 걸쳐 있는 도로로 예당평야로를 고시[4]

## 주요 경유지
충청남도
- 예산군 (예산읍 · 신암면) - 당진시 (합덕읍 · 순성면 · 신평면)

## 노선
전 구간 국도 제32호선에 속하므로 이 노선에 대한 별도 표기는 생략한다.
| 이름                                       | 접속 노선                                                 | 소재지                                             | 소재지                                                | 비고                                    |
| ------------------------------------------ | --------------------------------------------------------- | -------------------------------------------------- | ----------------------------------------------------- | --------------------------------------- |
| 간양 교차로                                | 국도 제21호선 국도 제32호선 국도 제45호선 (충서로) 벚꽃로 | 예산군                                             | 예산읍                                                |                                         |
| 계촌 교차로                                | 궁평길                                                    | 예산군                                             | 예산읍                                                | 당진 방면 진입 불가 예산 방면 진출 불가 |
| 계촌교                                     |                                                           | 예산군                                             | 예산읍                                                |                                         |
| 신암면                                     |                                                           | 예산군                                             |                                                       |                                         |
| 신종 교차로 (신종육교) 예산추사고택 나들목 | 추사로 17호선 익산평택고속도로                            | 예산군                                             |                                                       |                                         |
| 신택 교차로                                | 오신로                                                    | 예산군                                             |                                                       |                                         |
| 예당대교                                   |                                                           | 예산군                                             |                                                       |                                         |
| 당진시                                     | 합덕읍                                                    |                                                    |                                                       |                                         |
| 당진시                                     | 합덕읍                                                    | 신석 교차로 (신석교)                               | 평야6로                                               |                                         |
| 당진시                                     | 합덕읍                                                    | 연호 교차로                                        | 상덕로                                                |                                         |
| 당진시                                     | 합덕읍                                                    | 연호대교                                           |                                                       |                                         |
| 당진시                                     | 합덕읍                                                    | 성동 교차로                                        | 성동로 운산로                                         |                                         |
| 당진시                                     | 합덕읍                                                    | 운산2교                                            |                                                       |                                         |
| 당진시                                     | 합덕읍                                                    | 운산1교                                            | 국도 제40호선 지방도 제622호선 (예덕로)               |                                         |
| 당진시                                     | 합덕읍                                                    | 합덕 교차로 (합덕교)                               | 국가지원지방도 제70호선 (합덕 ~ 우강간 도로) (면천로) |                                         |
| 당진시                                     | 합덕읍                                                    | 소소교                                             |                                                       |                                         |
| 당진시                                     | 중방 교차로 (중방지하차도)                                | 본리로                                             | 순성면                                                |                                         |
| 당진시                                     | 남원천교                                                  |                                                    | 순성면                                                |                                         |
| 당진시                                     | 아찬 교차로 (아찬교)                                      | 아찬1로 서두물길                                   | 순성면                                                |                                         |
| 당진시                                     | 아찬 교차로 (아찬교)                                      | 아찬1로 서두물길                                   | 신평면                                                |                                         |
| 당진시                                     | 오미교                                                    | 상오로                                             |                                                       |                                         |
| 당진시                                     | 상오 교차로 (상오교)                                      | 순성로                                             |                                                       |                                         |
| 당진시                                     | 봉교2교 봉교1교                                           |                                                    |                                                       |                                         |
| 당진시                                     | 거산2 교차로                                              | 국도 제32호선 국도 제34호선 (서해로) 덕평로 부곡길 |                                                       |                                         |